# Kim Petras
Kim Petras (přechýleně Kim Petrasová, * 27. srpna 1992, Kolín nad Rýnem) je německá zpěvačka i textařka v žánru pop. Kim se narodila v Kolíně nad Rýnem, po své střední škole se rozhodla jít za svým snem do Los Angeles a to tvořit svojí hudební kariéru. V LA Kim podepsala smlouvu s producentem Dr. Luke, který jí vyprodukoval mnoho písní. Kim svoji hudební kariéru zkoušela rozjet už i v Německu, kde ji bohužel bylo několikrát řečeno, že její hudba je moc ''Americká''.
Při narození bylo Kim přiděleno mužské pohlaví, ale její rodiče říkali, že od dvou let věděla, že je dívka. Poté, co vyšlo najevo, že nejde „jen o fázi“, vyhledali její rodiče odbornou pomoc ve frankfurtské nemocnici. V roce 2006 se Petras, tehdy 13letá, objevila v německé televizní show, v níž hovořila o svém lékařském přechodu mezi pohlavími. Ve věku 14 let se Petras objevila v dokumentu a diskusní show ve snaze o získání povolení k operaci ke změně pohlaví už ve věku 16 let (zatímco minimálním věk v Německu byl 18 let). Toto vyústilo v mezinárodní mediální pokrytí jejího přechodu a Kim byla označována za „nejmladší transsexuálku na světě“.

## Diskografie (výběr)
| Rok  | Informace                                                                        |
| ---- | -------------------------------------------------------------------------------- |
| 2019 | Clarity - Datum vydání: 28. června 2019 - Formát: digitální stažení              |
| 2019 | Turn Off the Light - Datum vydání: 1. října 2019 - Formát: CD, digitální stažení |

| Rok  | Informace                                                                                       |
| ---- | ----------------------------------------------------------------------------------------------- |
| 2011 | One Piece of Tape - Datum vydání: 11. března 2011 - Formát: digitální stažení                   |
| 2018 | Spotify Singles - Datum vydání: 21. února 2018 - Formát: streaming                              |
| 2018 | Turn Off the Light, Vol. 1 - Datum vydání: 1. října 2018 - Formát: streaming, digitální stažení |
| 2022 | Slut Pop - Datum vydání: 11. února 2022 - Formát: streaming, digitální stažení                  |

| Rok  | Informace                                                                 |
| ---- | ------------------------------------------------------------------------- |
| 2008 | Fade Away - Datum vydání: 19. září 2008 - Formát: CD, digitální stažení   |
| 2009 | Boomerang - Datum vydání: 14. srpna 2009 - Formát: digitální stažení      |
| 2009 | Die for You - Datum vydání: 16. července 2009 - Formát: digitální stažení |
| 2009 | Last Forever - Datum vydání: 17. dubna 2009 - Formát: digitální stažení   |
| 2019 | Icy - Datum vydání: 28. června 2019 - Formát: digitální stažení           |

| Rok  | Název                   | Režisér                        |
| ---- | ----------------------- | ------------------------------ |
| 2009 | Die for You             | neznámý                        |
| 2011 | One Piece of Tape       | Kim Petras a Linestyle Artwork |
| 2011 | Feel It                 | Maison Kelmd                   |
| 2013 | Heartbeat               | neznámý                        |
| 2017 | I Don't Want It at All  | Charlotte Rutherford           |
| 2018 | Faded (feat. Lil Aaron) | Nicholas Harwood               |
| 2018 | Heart to Break          | Nicholas Harwood               |
| 2019 | Icy                     | Alexandre Moors                |